# Lettre de change en droit français
Pour un article plus général, voir Lettre de change.
 (avril 2024).
Si vous disposez d'ouvrages ou d'articles de référence ou si vous connaissez des sites web de qualité traitant du thème abordé ici, merci de compléter l'article en donnant les références utiles à sa vérifiabilité et en les liant à la section « Notes et références ».
En droit français, la lettre de change (parfois appelée traite) est un écrit par lequel une personne, créancier d'origine, dénommée tireur, donne à un débiteur, appelé tiré, l'ordre de payer à l'échéance fixée, une certaine somme, à une personne appelée bénéficiaire ou porteur (qui est souvent le tireur lui-même).
La lettre de change est un effet de commerce. Le tribunal de commerce est donc compétent en cas de litige et le droit applicable est le droit cambiaire.
La lettre de change est utilisée comme moyen de paiement, souvent dans un pays étranger : par l'intermédiaire des banques, elle permettait dès le Moyen Âge, de payer dans la monnaie du pays (d'où le nom de lettre de « change »).
Elle est aussi un moyen de crédit par l'escompte. Elle est donc très utilisée par les commerçants car donnant satisfaction au débiteur qui paiera à crédit, au créancier qui sera payé immédiatement en ayant recours à l'escompte, et à l'organisme bancaire qui en retire des intérêts. Cependant le bordereau de Dailly et l'affacturage empiètent sur le domaine de la lettre de change.
Les règles, favorables au porteur de la lettre de change, ont été établies pour protéger sa fiabilité.
Le tiré qui a accepté ne peut refuser de payer le porteur de bonne foi en soulevant des exceptions (moyens de défense) qu'il pourrait opposer à son créancier d'origine (le tireur) en invoquant par exemple des malfaçons, ou une absence de livraison : la lettre de change est donc inopposable.
Elle entraîne aussi une garantie solidaire des signataires. En effet, en cas de défaillance du tiré, chacun d'entre eux s'est engagé.

## Conditions de validité
La lettre de change est un instrument de crédit (effet de commerce) qui crée des obligations de nature cambiaire. Le Code de commerce régit la lettre de change et exige le respect de certaines conditions de fond et de forme.

### Conditions de fond
La lettre de change est un contrat soumis aux conditions générales de validité des contrats, et aux conditions de fond spécifiques aux lettres de change. Il ne doit pas s'agir d'un effet de complaisance, c'est-à-dire un effet de commerce permettant d'obtenir frauduleusement du crédit (sans aucun rapport fondamental) afin de créer une apparence de solvabilité. La loi exige la capacité commerciale du souscripteur. 

#### Capacité commerciale du souscripteur
La lettre de change est un acte de commerce par la forme qui doit nécessairement être accompli par un commerçant. Par conséquent, la loi exige la capacité commerciale du tireur de la lettre de change à peine de nullité. Ainsi, les lettres de change souscrites par un mineur et par un emprunteur à l'occasion d'une opération de crédit à la consommation sont nulles. Toutefois, le principe d'indépendance des signatures retient la validité de l'engagement des autres souscripteurs, en présence d'un souscripteur incapable.

#### Provision de la lettre de change
La provision est la cause objective de la création de la lettre de change. Elle fonde le droit de créance du tireur et des porteurs successifs sur le tiré. La jurisprudence exige une provision existante à la date de l'échéance de la traite (ce qui explique que la provision n'est pas une condition de validité, sinon elle serait exigée dès l'origine) , et le porteur devient propriétaire de la provision à l'échéance, même lorsque celle-ci n'est pas liquide et exigible, dès lors que la créance existe en son principe. En revanche, le tiré ne peut être contraint d'accepter ni de payer à l'échéance lorsque la créance qui forme la provision n'est pas certaine, liquide et exigible, et la traite est nulle faute de provision lorsque la créance, qui était exigible lors de l'émission, s'est éteinte avant l'échéance.

### Conditions de forme
Le Code de commerce impose des conditions de forme nécessaire à la validité de la lettre de change, à peine de nullité de la traite émise. La nullité résultant de l'omission d'une mention obligatoire étant d'ordre public, cette nullité peut être invoquée par tout intéressé et soulevée d'office par le juge. Cependant la lettre de change qui omet une mention obligatoire est simplement disqualifiée, et peut faire preuve d'un engagement contractuel entre les parties, tel un commencement de preuve par écrit d'un acte sous seing privé de reconnaissance de dette, voire de cautionnement lorsqu'un aval est apposé.
Les mentions obligatoires et nécessaires à la validité d'une lettre de change sont :
- la dénomination « lettre de change » ;
- le mandat pur et simple de payer une somme déterminée ;
- le nom du tiré et du porteur, pourvu qu'il n'y ait aucun risque de confusion ou d'erreur sur leur identité[14] ;
- l'indication de l'échéance et lieu de paiement ;
- l'indication de la date[15] et du lieu d'émission ;
- la signature du tireur par tous moyens.

## Garanties données au porteur
Le tireur a une obligation cambiaire envers le bénéficiaire, ce qui permet à ce dernier de se retourner comme il le souhaite (même sans avoir demandé paiement au tiré) contre le tireur. De même, tout endosseur, sauf clause contraire, est garant du paiement envers le porteur bénéficiaire de la lettre de change. Il peut également obtenir d'autres garanties de paiement de la traite à l'échéance. Cette garantie supplémentaire peut être apportée, soit par le tiré débiteur (acceptation), soit par toute autre personne (aval). 

### Acceptation
L'acceptation est l'engagement cambiaire du tiré de payer à l'échéance convenue le montant de la lettre de change. L'acceptation de la traite par le tiré est soumise à des conditions de fond et des conditions de forme prévues par la loi, et précisées par la jurisprudence. La lettre de change régulièrement acceptée produit des effets à l'égard des parties (tireur, tiré et porteurs successifs). 
Il existe principalement deux effets. Le premier est l'inopposabilité des exceptions par le tiré au bénéficiaire, qu'elles soient personnelles ou inhérentes à la dette. Le second est l'immobilisation de la créance de provision au profit du bénéficiaire : une fois la lettre de change acceptée, le tiré ne peut plus payer le tireur.
Le tiré est libre de refuser la traite, mais dans ce cas le porteur peut exercer immédiatement ses recours contre le tireur, le tiré ou les éventuels endosseurs.

#### Conditions de validité de l'acceptation
L'acceptation suppose la qualité nécessaire du tiré pour accepter une traite. Lorsque la lettre de change est tirée sur une personne morale, l'acceptation suppose un mandat du signataire pour agir au nom et pour le compte du tiré, et dont le porteur n'est pas tenu de vérifier les pouvoirs. Une société en formation peut être tenue d'une lettre de change en qualité de tirée, lorsque cette traite a été émise avant qu'elle n'acquière la personnalité morale. Par ailleurs, l'acceptation de la lettre de change doit être pure et simple et peut être donnée pour tout ou partie de la provision.
L'engagement irrévocable du tiré est matérialisé par la signature au RECTO de la lettre. Par ailleurs, la provision de la lettre de change (la créance entre le tireur et le tiré) est transmise au porteur dès l'acceptation de la lettre.

### L'aval
L'aval est la garantie personnelle de paiement du titre, donnée sous la forme cambiaire par un donneur d'aval (ou avaliste ou avaliseur), qui va garantir que la lettre de change sera payée à l'échéance. Cette garantie peut être donnée pour tout ou partie du montant de la traite. L'aval est donné par une signature au verso de la traite, et doit indiquer l'identité du donneur d'aval.
Le donneur d'aval est solidairement tenu au paiement de la traite envers le porteur. Il ne peut invoquer la nullité de l'obligation garantie, mais il peut opposer au porteur les mêmes moyens de défense que le tiré. Le donneur d'aval actionné en garantie peut agir en paiement contre le tiré, soit au titre d'une action personnelle, soit au titre d'une action subrogatoire, soit au titre d'un recours spécifique.
Concernant le paiement, le donneur d'aval emploie généralement la formule « bon pour aval » et signe la lettre. Le paiement s'effectue dans la résidence du tiré (ou de son établissement bancaire) à l'échéance ou l'un des deux jours ouvrables qui suivent à celui qui en est porteur par l'intermédiaire de la banque.

### L’inopposabilité des exceptions
Ce principe est posé par l'article L511-12 du Code de commerce : les personnes actionnées par la lettre de change ne peuvent pas invoquer des exceptions personnelles à l'égard du porteur (chose possible dans une cession de créance).
Ce mécanisme est valable si le porteur est légitime (c'est-à-dire que la chaîne d'endossement n'est pas viciée) et qu'il est de bonne foi (c'est-à-dire qu'il n'ait pas agi sciemment au détriment du débiteur en acceptant la lettre de change).

## Circulation de la lettre de change
La circulation de la lettre de change est assurée par l'endossement, qui peut être translatif, de procuration ou pignoratif.

### Endossement translatif
L'endossement translatif emporte transfert à l'endossataire des droits résultant de la lettre de change. L'endossement translatif est matérialisé par la signature de l'endosseur au verso de la traite, et constitue le principal instrument d'escompte bancaire des traites. Toutefois, le tireur peut exprimer sa volonté de ne pas transmettre la lettre en y apposant les mentions « Non à ordre » ou « Non endossable ».

### Endossement de procuration
L'endossement de procuration confère à l'endossataire un mandat de requérir et d'encaisser le montant de la traite au nom et pour le compte du porteur. L'endossement de procuration est matérialisé par l'apposition d'une mention non équivoque sur la lettre de change (telle que « pour procuration » ou « pour encaissement »).

### Endossement pignoratif
L'endossement pignoratif emporte la remise en gage de la lettre de change à l'endossataire. Celui-ci est alors considéré comme un créancier gagiste, titulaire d'un droit autonome de nature réelle. L'endossement pignoratif résulte de l'apposition d'une formule particulière telle que « donné en garantie ».

## Paiement
La lettre de change est quérable : le porteur doit réclamer le paiement au tiré à l'échéance et au lieu indiqués sur la traite. L'octroi d'un délai de grâce au débiteur tiré est interdit.
Le porteur doit faire constater le défaut de paiement par un protêt (acte d'huissier en la forme authentique), à peine d'engager sa responsabilité personnelle à l'égard des endosseurs.
Le protêt confère au porteur les effets cambiaires : il dispose alors d'un recours en paiement contre tous les signataires antérieurs de la traite, lesquels sont tenus solidairement envers lui.
Les actions cambiaires sont soumises à un délai de prescription particulier. Les actions extra-cambiaires fondées sur l'obligation fondamentales sont soumises aux délais de prescription de droit commun.

### Lettre de change relevé
La lettre de change relevé (LCR) est un moyen d'échanger des lettres de change de manière dématérialisée.
Le tireur / créancier / fournisseur envoie alors un fichier à sa banque (fichiers de 160 caractères par ligne, normalisés par le CFONB). Ceci est différent du circuit papier, où le tireur / créancier / fournisseur envoie la lettre de change au tiré / débiteur / client. On peut faire une analogie entre l'envoi d'une telle LCR et une forme de prélèvement entre entreprises. La LCR peut ou non être accompagnée d'une lettre de change papier. Si la lettre de change papier existe, alors le droit cambiaire s'applique, et la lettre de change peut être déjà acceptée (si elle est signée par le tiré) ou non.
Ensuite, il y a un échange entre la banque du tiré / débiteur / client et sa banque (via des fichiers de 240 caractères par ligne, normalisés par le CFONB, ou tout autre moyen) :
- la banque transmet les lettres de change qui vont être exécutées ;
- le tiré peut alors les accepter ou les refuser.

Les banques échangent entre elles les lettres de change via STET le système interbancaire de compensation, ces opérations sont codifiées 060. Le refus de payer est signifié par le même canal (code 460), et les impayés non techniques doivent être déclarés à la Banque de France et consultables par les établissements financiers. Cette déclaration se fait également par le SIT, par un ordre codifié 064.